# Van Phong Port
Der Van Phong Port ist ein im Bau befindlicher Tiefwasser- und Transshipmenthafen nördlich von Nha Trang in Vietnam.

## Geographie
Die Van Phong Bucht (Vịnh Vân Phong) hat eine natürliche Wassertiefe von 22 bis 27 Metern und ist durch die Hòn Gốm Halbinsel vor Seegang und Dünung geschützt. Keine andere Bucht entlang der vietnamesischen Küste hat ähnlich gute Voraussetzungen für einen Tiefwasserhafen.

## Geschichte
Mit dem ersten Bauabschnitt, er hatte am 31. Oktober 2009 begonnen, sollten zwei Piers zur Abfertigung von Containerschiffen bis zu 9.000 TEU und einem Tiefgang bis zu 16,5 Metern errichtet werden. In zwei weiteren Ausbauabschnitten waren danach Einrichtungen zur Aufnahme von Containerschiffen mit 17.000 TEU und mehr geplant. Aufgrund von Problemen bei der Pfahlgründung sind die Bauarbeiten jedoch im Mai 2011 eingestellt worden und zurzeit ist nicht bekannt, wann und in welchem Umfang sie wieder aufgenommen werden.

## Waren und Verkehr
Nach der Fertigstellung könnte Van Phong Port der führende internationale Seehafen Vietnams werden. Aufgrund seiner unmittelbaren Lage entlang des Hauptschifffahrtsweges im Südchinesischen Meer würde er die Lücke zwischen den Transshipmenthäfen Singapur und Hongkong schließen können.